# Roxbert Martin
Roxbert Martin (né le 5 novembre 1969 dans la Paroisse de Saint Ann) est un athlète jamaïcain spécialiste du 400 mètres. 

## Carrière

### Palmarès
| Date | Compétition                              | Lieu          | Résultat | Épreuve    | Performance   |
| ---- | ---------------------------------------- | ------------- | -------- | ---------- | ------------- |
| 1994 | Jeux du Commonwealth                     | Victoria      | 2e       | 4 × 400 m  | 3 min 02 s 32 |
| 1995 | Jeux panaméricains                       | Mar del Plata | 2e       | 4 × 400 m  | 3 min 02 s 11 |
| 1996 | Jeux olympiques d'été                    | Atlanta       | 3e       | 4 × 400 m  | 2 min 59 s 42 |
| 1998 | Jeux d'Amérique centrale et des Caraïbes | Maracaibo     | 2e       | 400 mètres | 45 s 11       |
| 1998 | Jeux d'Amérique centrale et des Caraïbes | Maracaibo     | 2e       | 4 × 400 m  | 3 min 03 s 26 |
| 1998 | Coupe du monde des nations               | Johannesburg  | 3e       | 4 × 400 m  | 2 min 59 s 77 |
| 1998 | Jeux du Commonwealth                     | Kuala Lumpur  | 1re      | 4 × 400 m  | 2 min 59 s 03 |
| 1999 | Championnats du monde en salle           | Maebashi      | 5e       | 400 mètres | 46 s 85       |
| 1999 | Championnats du monde en salle           | Maebashi      | 4e       | 4 × 400 m  | 3 min 05 s 13 |

### Records
| Épreuve    | Performance | Lieu     | Date         |
| ---------- | ----------- | -------- | ------------ |
| 400 mètres | 44 s 49     | Kingston | 21 juin 1997 |